# Oh my my (Ringo Starr)
Oh my my is een single van Ringo Starr. Het is afkomstig van zijn album Ringo. Het nummer is geschreven door Starr zelf (onder eigen naam Richard Starkey) met collega Vini Poncia, die meer meeschreef met Starr. Poncia zou later ook meeschrijven bij Kiss. Onder de achtergrondzangeressen Merry Clayton en Martha Reeves.
Ike & Tina Turner hebben het gezongen, net als Bette Midler. Starr zong het pas in 2008 weer live, op verzoek tijdens een tournee met zijn All Starr Band.
The Monkees (Amerikaanse “kopie” van The Beatles) zongen ook Oh my my.

## Hitnotering
Het nummer haalde in 14 weken de vijfde plaats in de Billboard Hot 100. In het Verenigd Koninkrijk haalde het geen notering.

### Nederlandse Top 40
| Hitnotering: week 23 t/m 27 in 1974 | Hitnotering: week 23 t/m 27 in 1974 | Hitnotering: week 23 t/m 27 in 1974 | Hitnotering: week 23 t/m 27 in 1974 | Hitnotering: week 23 t/m 27 in 1974 | Hitnotering: week 23 t/m 27 in 1974 | Hitnotering: week 23 t/m 27 in 1974 |
| Week:                               | 1                                   | 2                                   | 3                                   | 4                                   | 5                                   |                                     |
| ----------------------------------- | ----------------------------------- | ----------------------------------- | ----------------------------------- | ----------------------------------- | ----------------------------------- | ----------------------------------- |
| Positie:                            | 30                                  | 26                                  | 24                                  | 36                                  | 37                                  | uit                                 |

### NederlandseDaverende 30
| Hitnotering: 8-6-1974 t/m 29-6-1974 | Hitnotering: 8-6-1974 t/m 29-6-1974 | Hitnotering: 8-6-1974 t/m 29-6-1974 | Hitnotering: 8-6-1974 t/m 29-6-1974 | Hitnotering: 8-6-1974 t/m 29-6-1974 |
| Week:                               | 1                                   | 2                                   | 3                                   |                                     |
| ----------------------------------- | ----------------------------------- | ----------------------------------- | ----------------------------------- | ----------------------------------- |
| Positie:                            | 20                                  | 18                                  | 18                                  | uit                                 |

### BelgischeBRT Top 30
| Hitnotering: 25-5-1974 t/m 26-7-1974 | Hitnotering: 25-5-1974 t/m 26-7-1974 | Hitnotering: 25-5-1974 t/m 26-7-1974 | Hitnotering: 25-5-1974 t/m 26-7-1974 | Hitnotering: 25-5-1974 t/m 26-7-1974 | Hitnotering: 25-5-1974 t/m 26-7-1974 | Hitnotering: 25-5-1974 t/m 26-7-1974 | Hitnotering: 25-5-1974 t/m 26-7-1974 | Hitnotering: 25-5-1974 t/m 26-7-1974 | Hitnotering: 25-5-1974 t/m 26-7-1974 | Hitnotering: 25-5-1974 t/m 26-7-1974 |
| Week:                                | 1                                    | 2                                    |                                      |                                      |                                      |                                      |                                      |                                      | 3                                    |                                      |
| ------------------------------------ | ------------------------------------ | ------------------------------------ | ------------------------------------ | ------------------------------------ | ------------------------------------ | ------------------------------------ | ------------------------------------ | ------------------------------------ | ------------------------------------ | ------------------------------------ |
| Positie:                             | 19                                   | 27                                   | x                                    | x                                    | x                                    | x                                    | x                                    | x                                    | 28                                   | uit                                  |